# Richard Ira Bong

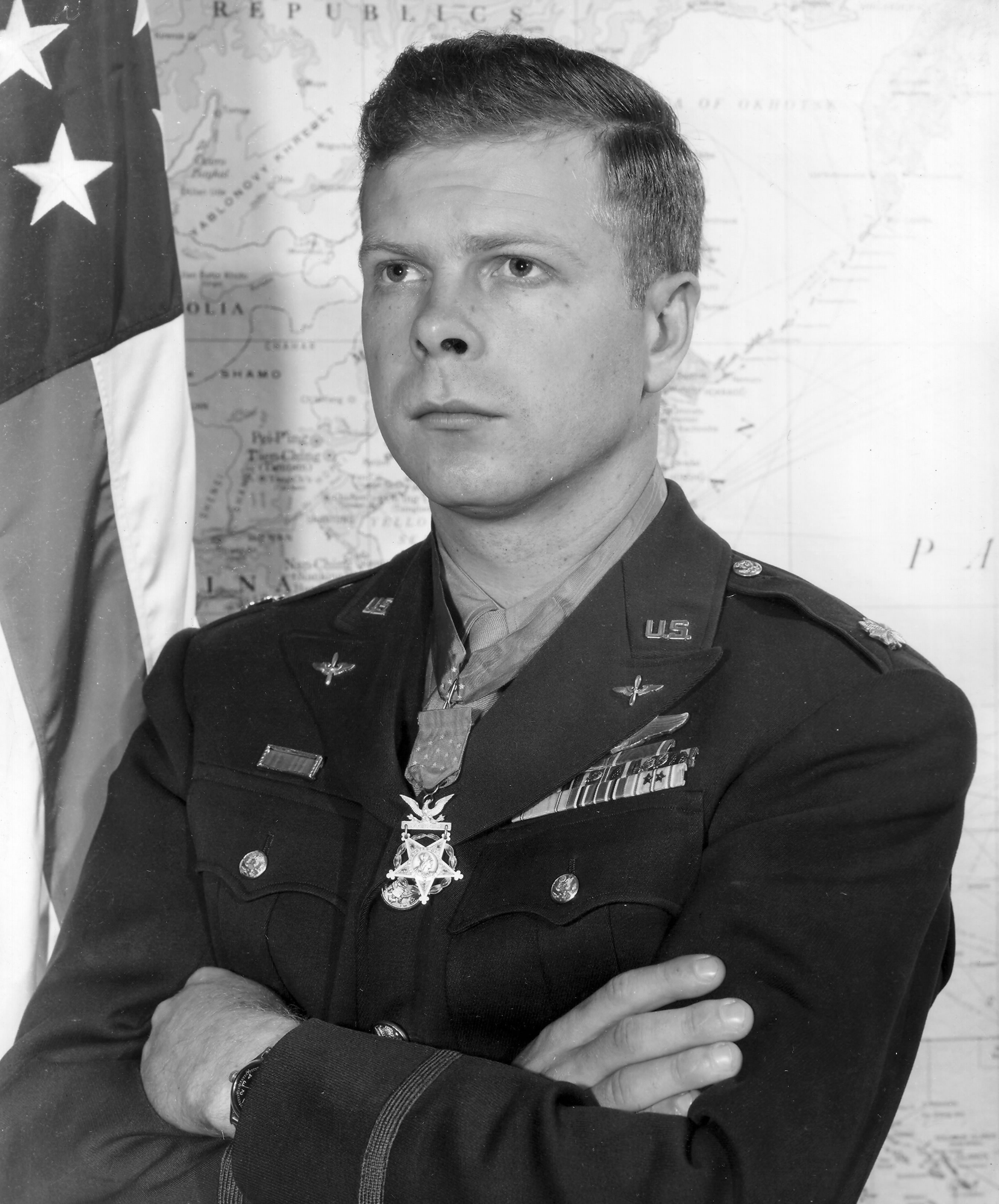
Major Richard Ira Bong, ca. 1945

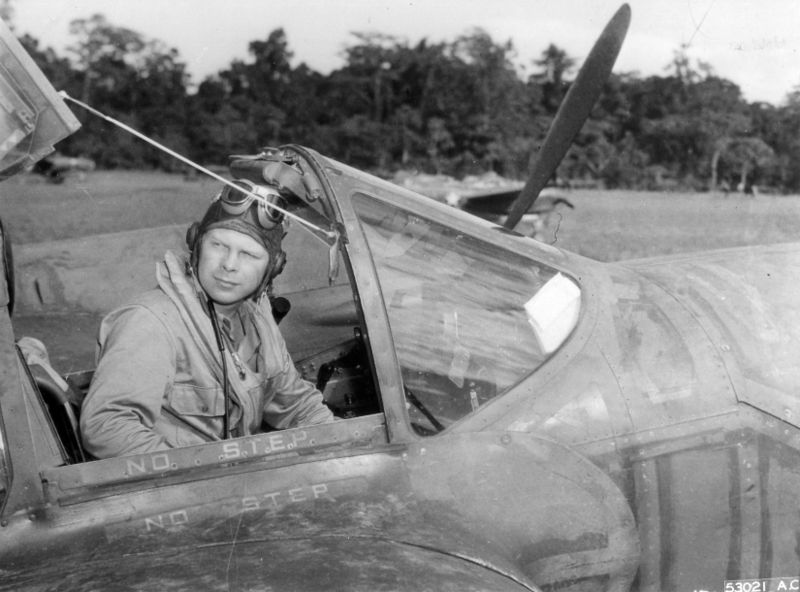
Major Bong in seiner P-38J

Richard Ira Bong  (* 24. September 1920 in Superior, Wisconsin; † 6. August 1945 in Burbank, Kalifornien) war einer der am höchsten dekorierten Jagdflieger der United States Army Air Forces im Zweiten Weltkrieg. Am Steuer einer Lockheed P-38 schoss er mindestens 40 japanische Flugzeuge ab, wofür er unter anderem mit der Medal of Honor ausgezeichnet wurde und im Verlauf seiner Karriere bis zum Rang eines Majors aufstieg. Er starb kurz vor Ende des Krieges bei einem Testflug mit einer Lockheed P-80 nahe North Hollywood, Kalifornien.

## Leben
Bong wurde am 24. September 1920 als erstes von neun Kindern im St. Mary’s Hospital in Superior, im US-Bundesstaat Wisconsin geboren. Sein Vater Carl Bong war im Alter von sieben Jahren aus Schweden in die USA immigriert und seine Mutter Dora Bryce war schottischer Abstammung. Seine Kindheit verbrachte er auf einer Farm nahe der Kleinstadt Poplar, ca. 20 km südlich von Superior. Als 1928 der amerikanische Präsident Calvin Coolidge in der Nachbarschaft einen Sommersitz einrichtete und täglich Flugzeuge mit dessen Post die Farm passierten, wurde die Faszination des jungen Bong geweckt.
1938 schrieb er sich am Superior State Teachers College ein und begann bereits während seines Studiums mit privaten Flugstunden. Parallel bewarb er sich beim Civilian Pilot Training Program, in welchem zivile Flugschulen die Erstschulung für Militärpiloten übernahmen, und erlangte seine private Pilotenlizenz. Am 29. Mai 1941 folgte dann der Eintritt in das Aviation Cadet Training Program des United States Army Air Corps und damit in die Streitkräfte.

## Karriere
Nach dem Ende der Ausbildung zum Piloten erhielt Richard Bong am 9. Januar 1942 sein Pilotenabzeichen und wurde als Ausbildungsassistent zur Luke Air Force Base in Arizona versetzt. Im Mai desselben Jahres erfolgte dann die Versetzung zum Hamilton Flugfeld nahe der Stadt Novato in Kalifornien, wo er für das zweimotorige Flugzeugmuster P-38 ausgebildet wurde. Aufgrund von diversen Verstößen gegen Flugrichtlinien (insbesondere der Unterschreitung der Mindestflughöhe, weshalb man ihn bei betroffenen Anwohnern auch schon zum Wäsche aufhängen abgestellt hatte) wurde Bong von seinem vorgesetzten General George Kenney gemaßregelt und erhielt ein temporäres Flugverbot. In der Folge brach Bongs Einheit ohne ihn im Juli 1942 nach England auf.
Im September 1942 erfolgte die Versetzung zum 9th Fighter Squadron, welches zum damaligen Zeitpunkt von Darwin im Norden Australiens aus mit dem Flugzeugmuster Curtiss P-40 operierte und bald darauf auf die P-38 umgerüstet werden sollte. Nach einer weiteren, kurzfristigen Verlegung nach Port Moresby in Papua-Neuguinea zur 39th Fighter Squadron sammelte Bong in der Schlacht um Buna-Gona-Sanananda erste Kampferfahrungen und es gelang ihm am 27. Dezember 1942 mit einer Mitsubishi A6M und einer Nakajima Ki-43 seine ersten beiden Abschüsse zu erzielen, für die er später mit dem Silver Star ausgezeichnet wurde.
Nach der Rückkehr zur zwischenzeitlich auch um Port Moresby eingesetzten und mit P-38 ausgerüsteten 9th Fighter Squadron erfolgte die Beförderung zum First Lieutenant. Im Juli 1943 nahm die Einheit an den Kämpfen um die Stadt Lae teil und Bong gelang am 26. Juli der Abschuss von vier feindlichen Flugzeugen, woraufhin er in den Rang eines Captain aufstieg und ihm das Distinguished Service Cross verliehen wurde.
Während des anschließenden Heimaturlaubs im Winter 1943 lernte er bei einem Ehemaligentreffen des Superior State Teachers Colleges seine spätere Ehefrau Marjorie Vattendahl kennen. Nach der Rückkehr an die Front im Januar 1944 benannte er sein Flugzeug nach ihr und taufte die Maschine auf den Namen Marge. Zudem verzierte er dessen Nase mit ihrem Konterfei. Als ihm dann am 12. April 1944 sein 26. und 27. Abschuss gelangen, stellte er mit seinen Erfolgen als Jagdflieger den bisherigen Rekord von Edward Vernon Rickenbacker aus dem Ersten Weltkrieg ein. Dieser Leistung folgten eine zunehmende Popularität Bongs auch abseits militärischer Kreise sowie die Beförderung zum Major. Weiter stellte ihn das Oberkommando zu einer 15-Staaten-Tournee in die Heimat ab, mit dem Ziel, durch seine zunehmende Bekanntheit Propaganda für US-amerikanische Kriegsanleihen zu betreiben.
Ab September 1944 wurde Bong dann dem 5th Fighter Command als Ausbilder zugeordnet, auf eigenen Wunsch jedoch ergänzt um die Erlaubnis, weiterhin an ausgewählten Kampfeinsätzen teilzunehmen. So flog er neben seiner Ausbildungstätigkeit von Tacloban auf der Insel Leyte aus im Zuge der Rückeroberung der Philippinen weitere 30 Missionen, bei denen er seine Abschüsse um 12 auf insgesamt 40 erhöhte, mit dem letzten Abschuss am 17. Dezember 1944. Ebenfalls im gleichen Monat erhielt er auf Empfehlung von General Kenney die Medal of Honor aus den Händen von General Douglas MacArthur.
Im Januar 1945 wurde Bong, der von der Presse zwischenzeitlich den Titel „As aller Asse“ (engl. ace of aces) bekommen hatte, endgültig von der Front abgezogen und heiratete am 10. Februar 1945 Marjorie Vattendahl. Zurück in der Heimat erwartete ihn erneut PR-Arbeit.

## Tod

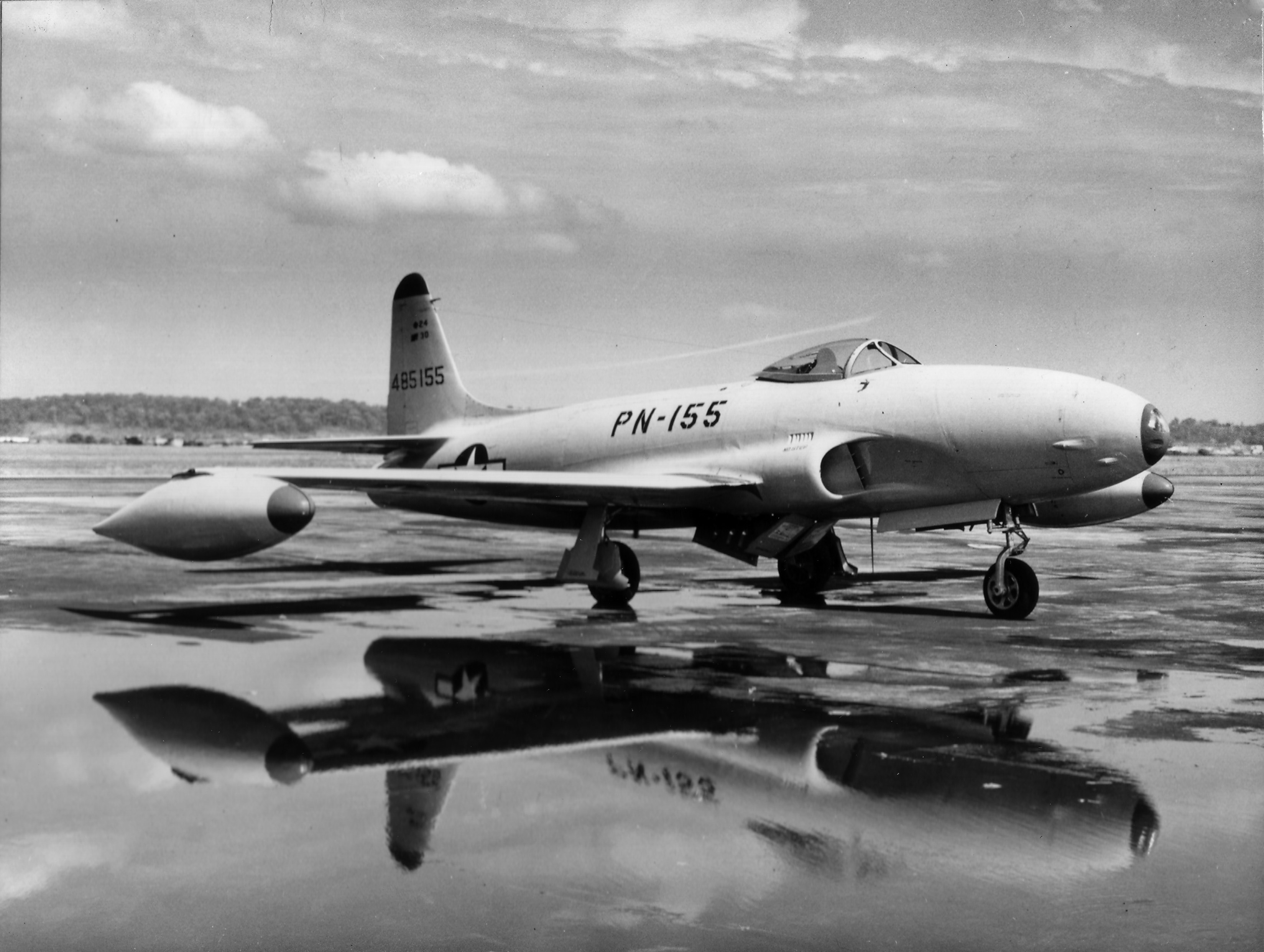
Eine P-80 analog zur Maschine in der Bong seinen Tod fand.

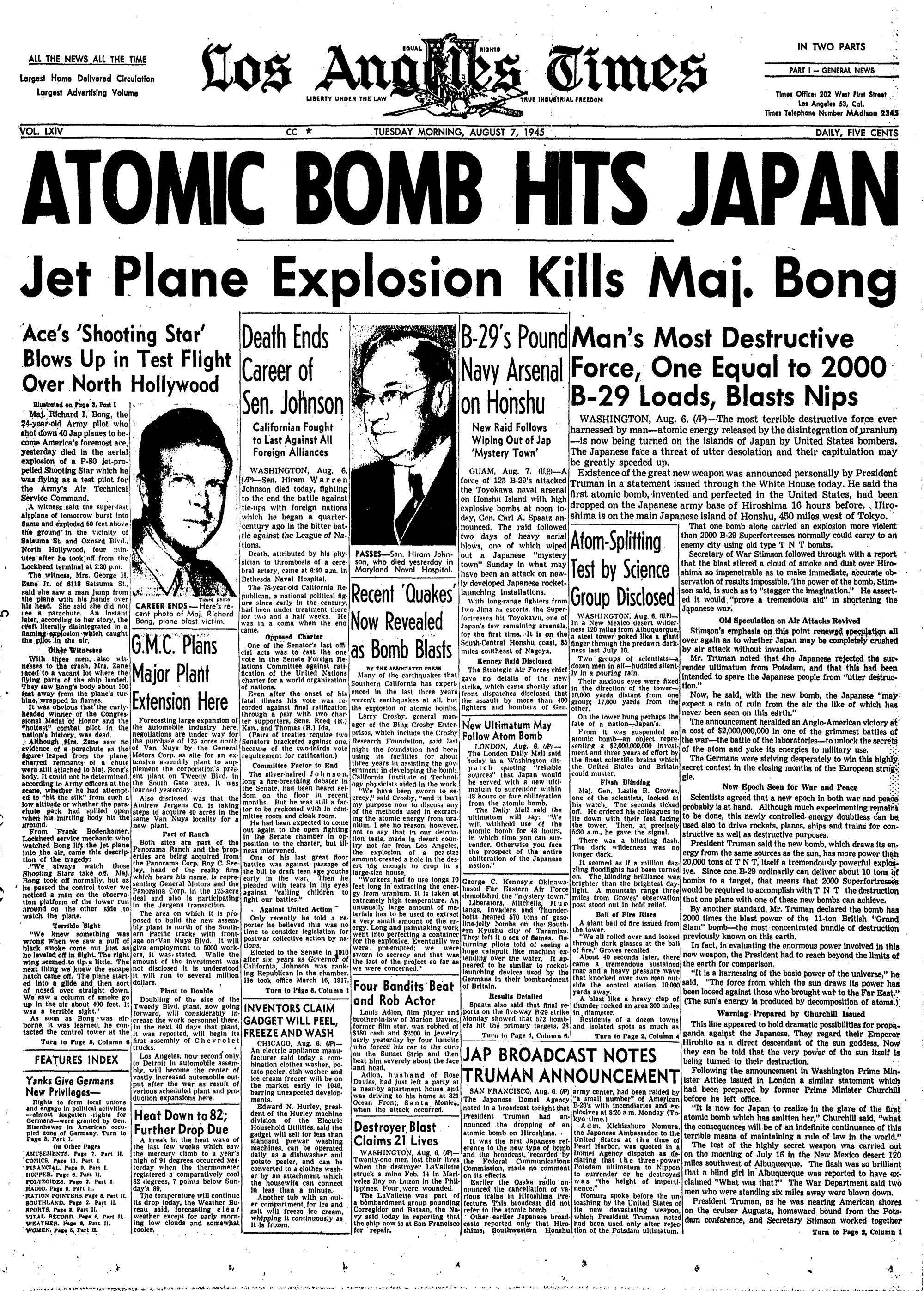
Bongs Bekanntheit spiegelte sich exemplarisch in der prominenten Platzierung seines Todes auf der Titelseite der Los Angeles Times trotz des zeitgleichen Atombombenangriffs auf Hiroshima wider.

Von anderen als ein eher introvertierter Charakter beschrieben, war Bong von Beginn an unglücklich mit der PR-Tätigkeit und beantragte mit dem Ende seiner Flitterwochen eine Versetzung zur Flight Test Section auf der Wright-Patterson Air Force Base in Ohio, welche auch gewährt wurde. Dort lernte er mit der Lockheed P-80 den ersten in Serie gebauten Düsenjäger der Vereinigten Staaten kennen und war derart fasziniert von der Maschine, dass er seine Versetzung zum Hersteller Lockheed und dessen Stammwerk in Burbank, Kalifornien betrieb.
Im Juni 1945 trat er dann seinen Dienst dort an. Am 6. August 1945 gegen 14:30 Uhr Ortszeit startete Richard Bong mit der P-80 Nr. 44-85048 zu seinem elften Flug auf diesem Muster, um einen Abnahmeflug durchzuführen. Nachdem die Maschine circa 400 ft (122 m) Höhe erreicht hatte, trat nach Aussage von Zeugen schwarzer Rauch aus dem Triebwerk aus. Anschließend rollte das Flugzeug nach rechts, das Kabinendach wurde geöffnet, die Maschine kippte vornüber und stürzte auf den Boden. Man fand die Leiche des Piloten etwa 100 ft (30 m) vom Wrack entfernt, teilweise noch in den eigenen Fallschirm gewickelt, für den die geringe Höhe nicht zum Öffnen gereicht hatte.
Dem Abschlussbericht der Untersuchung zur Absturzursache zufolge hatte Bong es aller Wahrscheinlichkeit nach versäumt, vor dem Start die Treibstoffpumpen in den Start- und Landemodus zu stellen, oder die Pumpe hatte eine Fehlfunktion, was zu einem Ausfall des Triebwerks führte.
Er wurde in Begleitung von tausenden Trauernden in seiner Heimatstadt Poplar im Bundesstaat Wisconsin beerdigt. 1955, an seinem 10. Todestag, wurde ihm ergänzend im Ort eine Gedenkstätte gewidmet.